# Helårsstudent och helårsprestation

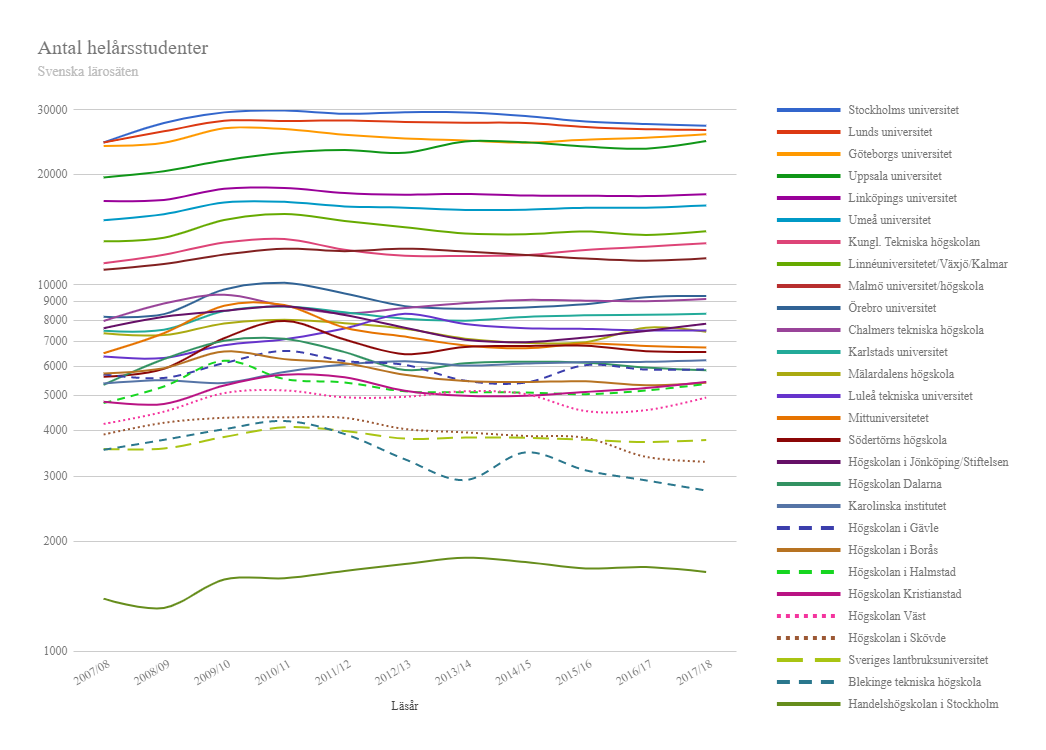
Antal registrerade helårsstudenter (hst) på de 28 största svenska lärosätena mellan läsåret 2007/08 och 2017/18. (Listan ordnad efter avtagande storlek. Logaritmisk vertikal axel.)

Helårsstudent, hst, och helårsprestation, hpr, är prestationsbaserade måttenheter för utbildningsvolym vid högskolor och universitet i Sverige, och används som grund för att bestämma ersättningens (det statliga utbildningsanslagets) storlek för respektive lärosäte. En helårsstudent motsvarar en student som är inskriven för heltidsstudier under ett läsår, medan en helårsprestation motsvarar en student som uppnår godkända resultat för ett läsårs heltidsstudier, med nuvarande system 60 högskolepoäng. För en inskriven heltidsstuderande som presterar 60 högskolepoäng erhåller högskolan således 1,0 hst-ersättning + 1,0 hpr-ersättning. Ersättning utgår inte vid poänggivande uppdragsutbildning, som betalas av företag, och inte heller vid undervisning för icke-europeiska gäststudenter som antas efter 1 juli 2011. Då kan istället en studieavgift tas ut.
Det totala antalet helårsstudenter i Sverige uppgick under 2010 till 315 211, 2009 till 299 638,, och 2006 till 285 060.

## Takbelopp
För varje högskola eller universitet finns ett takbelopp som talar om hur stor ersättningen maximalt kan bli. Om ett lärosäte antar större volym studenter eller producerar fler poäng får man inte full ersättning, och kan drabbas hårt ekonomiskt. Takbeloppet brukar beskrivas som lärosätets utbildningsuppdrag. Vid oförbrukade anslag kan ett lärosäte spara maximalt tio procent av takbeloppet till kommande budgetår. Vid överstigande helårsprestationer kan maximalt tio procent av takbeloppet tas ut något eller några senare budgetår. Ett lärosäte kan föra diskussioner med utbildningsdepartementet om utökat eller minskat utbildningsuppdrag. 
Regeringen har beslutatet att lärosätena disponerar 20 miljarder kronor i takbelopp år 2010 och 2011.

## Utbetalade ersättningar inom olika ämnesområden 2008
De utbetalade ersättningarna är beroende av studiernas utbildningsområde, och varierar under 2008 från 38 473 kr för exempelvis samhällsvetare och juridikstuderande till 487 272 kr för mediastudenter. Hst-ersättningens andel, som högskolorna får oavsett om studenterna tar några poäng eller ej, varierar också från 45% till 70% av den totala ersättningen. Beloppen per område 2008 är följande:
| Ämnesområde | Summa hst+hpr-ersättning 2008 | Varav hst-ersättning | Varav hpr-ersättning | Andelen hst-ersättning |
| --- | ----------------------------- | -------------------- | -------------------- | ---------------------- |
| Media | 487 272                       | 270 550              | 216 722              | 55,5%                  |
| Opera | 438 180                       | 274 169              | 164 011              | 62,6%                  |
| Teater | 397 167                       | 265 116              | 132 051              | 66,8%                  |
| Dans | 289 484                       | 186 456              | 103 028              | 64,4%                  |
| Konst | 270 649                       | 189 317              | 81 278               | 69,9%                  |
| Design | 214 601                       | 133 353              | 81 248               | 62,1%                  |
| Musik | 187 788                       | 115 046              | 72 742               | 61,3%                  |
| Idrott | 142 125                       | 97 162               | 44 963               | 68,3%                  |
| Medicin | 123 911                       | 55 907               | 68 004               | 45,1%                  |
| Vård | 93 362                        | 50 030               | 43 332               | 53,6%                  |
| Odontologi | 89 568                        | 41 373               | 48 195               | 46,2%                  |
| Naturvetenskap, teknik, farmaci                                                                                           | 86 745                        | 47 059               | 39 686               | 54,2%                  |
| Undervisning (allmänna delar av lärarutbildning samt verksamhetsförlagd utbildning)                                       | 71 120                        | 32 658               | 38 462               | 45,9%                  |
| Journalistik, bibliotekarieutbildning, praktisk-estetiska kurser inom lärarutbildning, utbildning vid Grafiska Institutet | 68 493                        | 37 793               | 30 700               | 55,5%                  |
| Humaniora, teologi, juridik, samhällsvetenskap                                                                            | 38 473                        | 20 489               | 17 984               | 53,3%                  |

Därtill finns utbildningar som klassificeras och ersätts som en blandning mellan två av tabellens utbildningsområden. Ett exempel är psykologprogrammet, som till 60 procent ersätts som medicin och till 40 procent som samhällsvetenskap.
Ersättningsbeloppen utbetalas till respektive lärosäte (ej direkt till fakulteter eller institutioner), och förväntas täcka samtliga kostnader för utbildningarna, även kostnader för gemensamma resurser som bibliotek, rektorsämbete och gemensamma lokaler. Lärosätena är inte heller tvingade att ersätta respektive ämnesområde i proportion med de ersättningar man får för utbildning inom respektive område. 
Systemet med hst och hpr infördes i början av 1990-talet av regeringen Carl Bildt, under Per Unckels tid som utbildningsminister. Systemet har sedan dess genomgått vissa förändringar; bland annat togs den kvalitetsfaktor som inledningsvis fanns i systemet bort efter några år. Kritik har ibland riktats mot hst- och hpr-systemet på grund av att det uppmuntrar högskolorna att sänka gränsen för godkänd för att på så sätt få en högre andel godkända studenter och därmed få högre ersättning. Även kritik mot beloppens storlek har förekommit, framför allt från den kategori utbildningar som ersätts med de lägsta beloppen, som enbart brukar anses räcka för storföreläsningar, få utbildningstillfällen per vecka och examination genom salsskrivningar. Det brukar påpekas att önskvärda inslag för att uppnå god utbildningskvalitet i högre kurser inom humaniora och samhällsvetenskap, såsom seminarieverksamhet i små grupper och kvalificerad individuell uppsatshandledning, är svåra att finansiera inom befintliga ersättningsbelopp. Denna kritik tycks i viss mån ha hörsammats, eftersom ersättningsbeloppen för humaniora, teologi, juridik och samhällsvetenskap har ökats med ett högre procenttal än övriga områden under senare år. Från 2007 till 2008 räknades ersättningen inom dessa områden upp med 6,78 procent utöver den generella pris- och löneomräkningen med 0,77 procent.